# 1ste Oscaruitreiking
De 1ste Oscaruitreiking, waarbij prijzen werden uitgereikt aan de beste prestaties in films uitgebracht tussen 1 augustus 1927 en 1 augustus 1928, vond plaats op 16 mei 1929 in het Hollywood Roosevelt Hotel in Hollywood. De ceremonie werd gepresenteerd door Douglas Fairbanks, de voorzitter van de Academy of Motion Picture Arts and Sciences. Het was de eerste en laatste keer dat de winnaars drie maanden van tevoren bekend waren bij het publiek. Ook was het de enige uitreiking waar iemand een Oscar kon krijgen voor meerdere films. Zo won Emil Jannings een Oscar voor Beste Acteur voor zijn prestaties in twee films, Janet Gaynor won Beste Actrice voor haar werk in drie films.
De grote winnaar van de avond was Sunrise, met in totaal vijf nominaties en vier Oscars.

## Winnaars en genomineerden

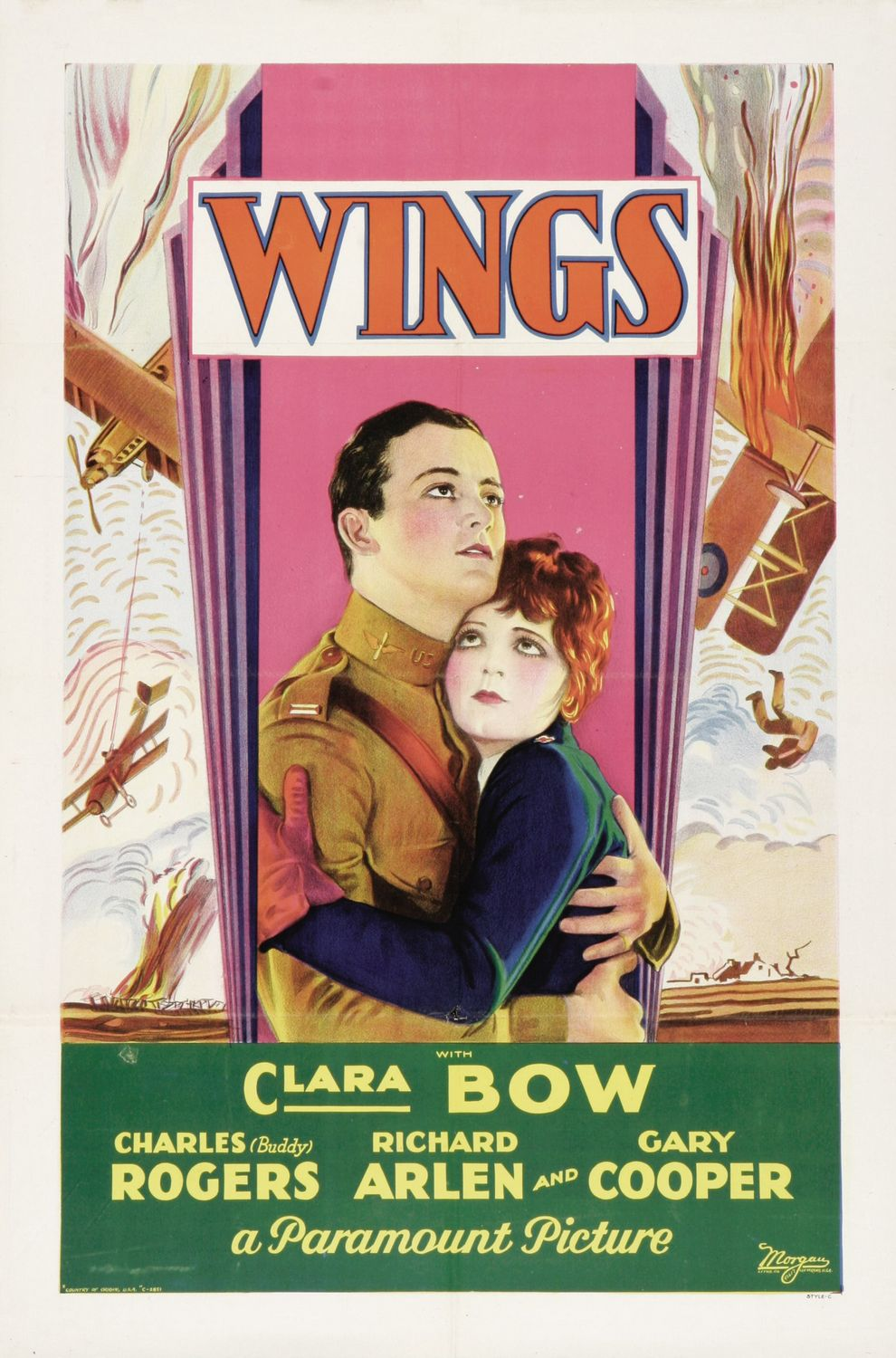
Poster Wings, beste film

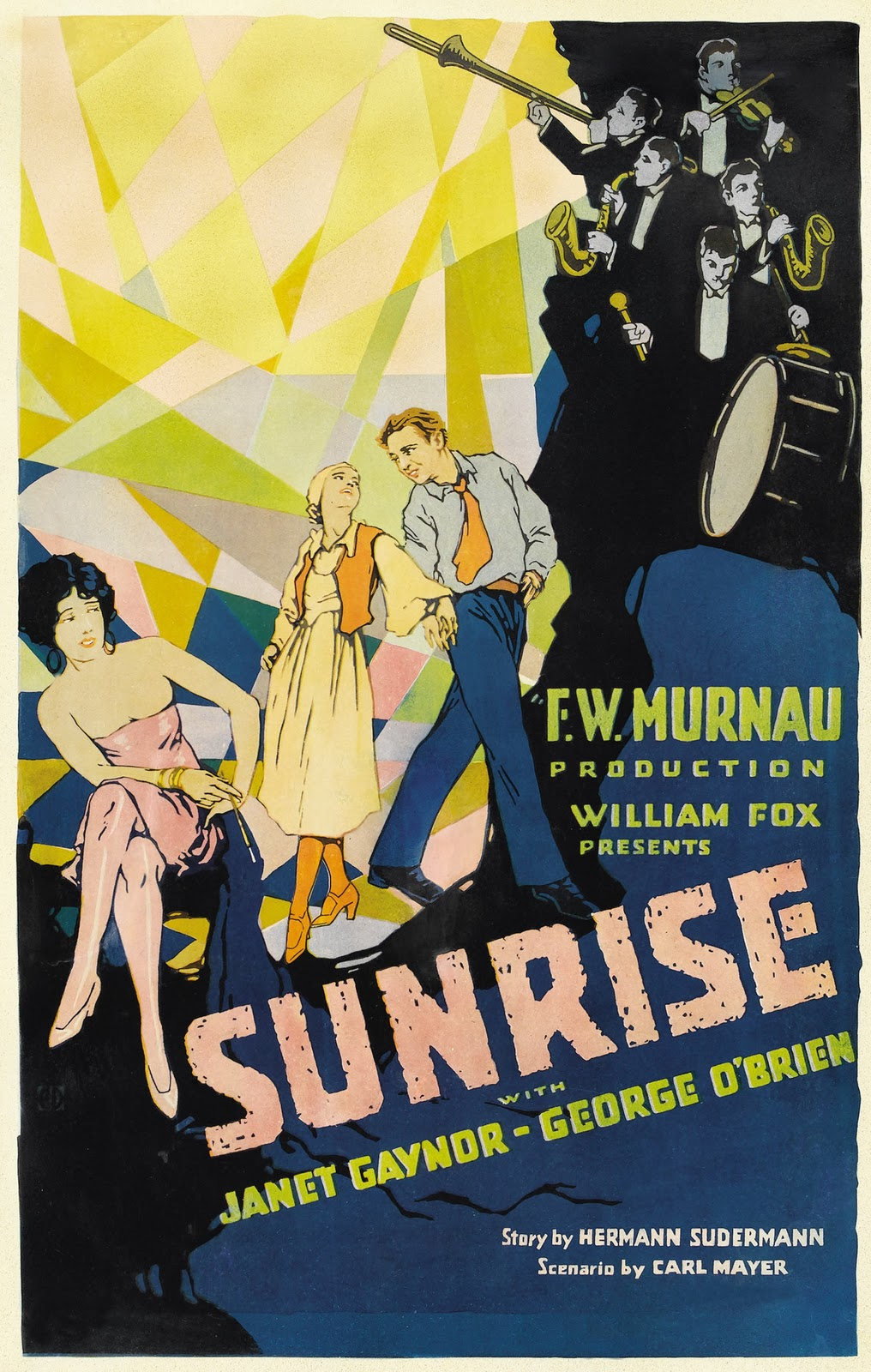
Poster Sunrise, unieke en artistieke productie

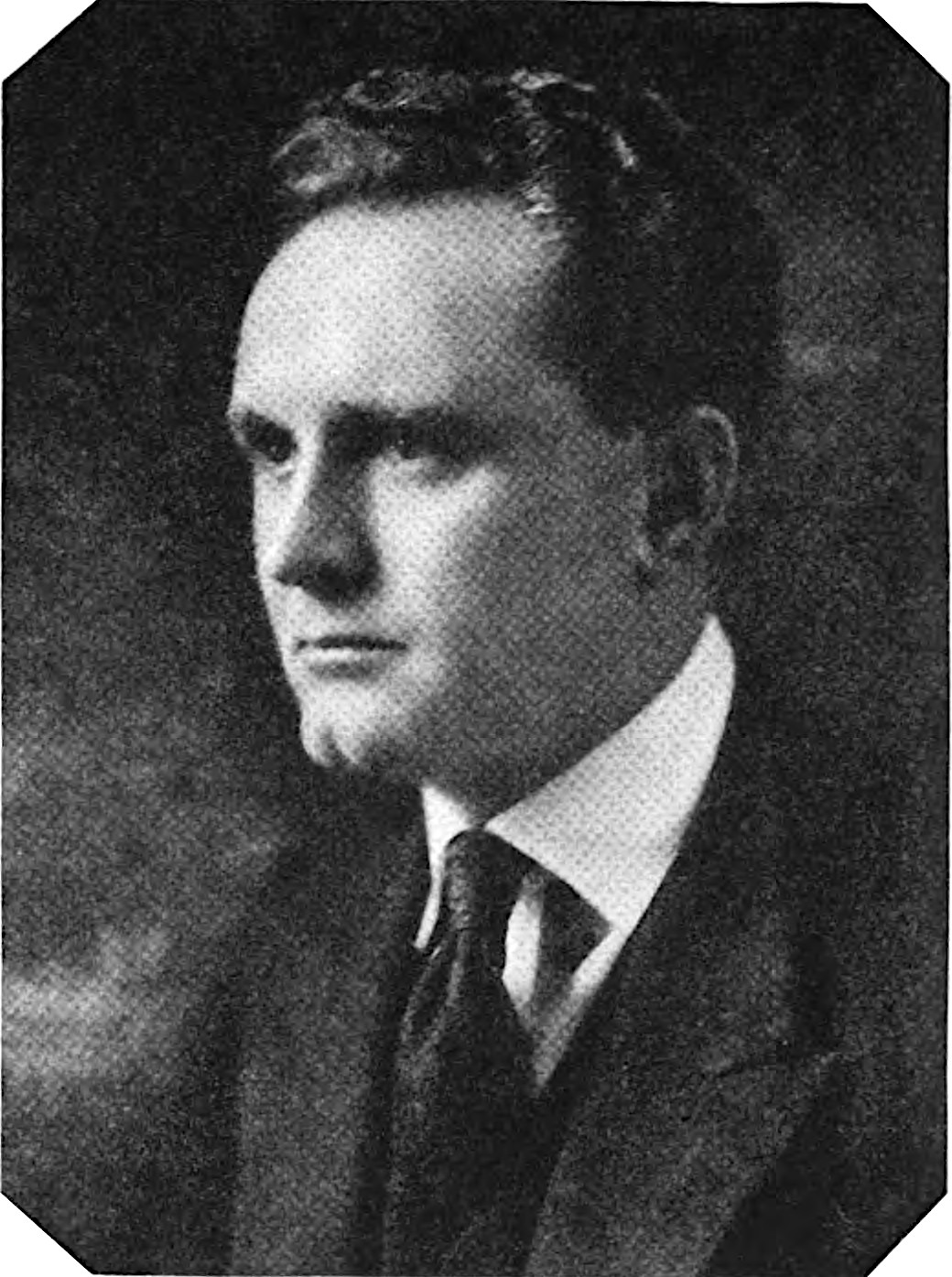
Frank Borzage, beste regisseur - drama

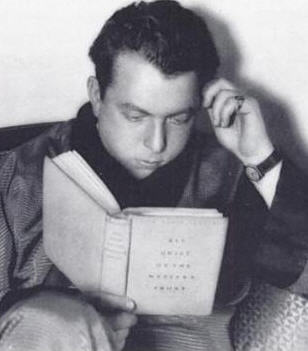
Lewis Milestone, beste regisseur - komedie

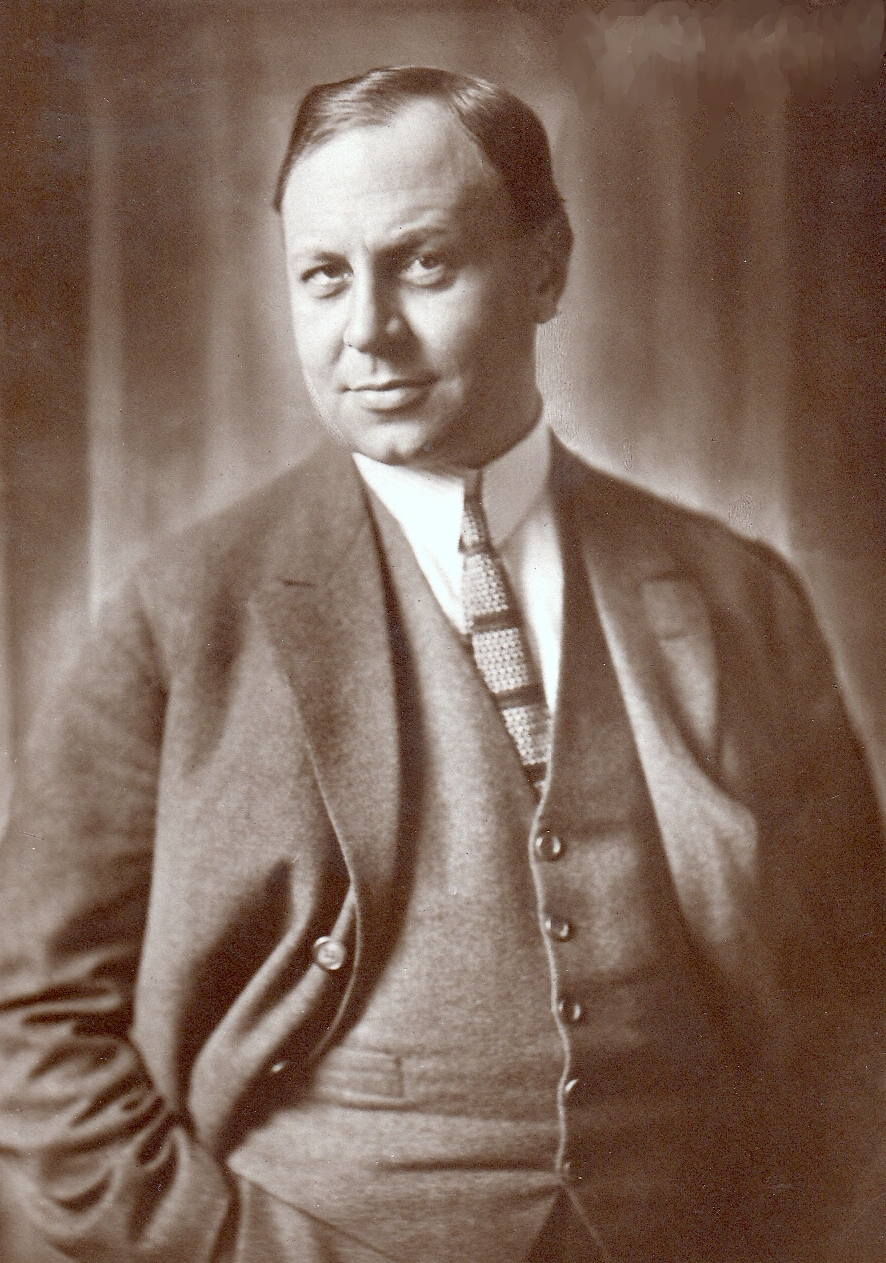
Emil Jannings, beste acteur

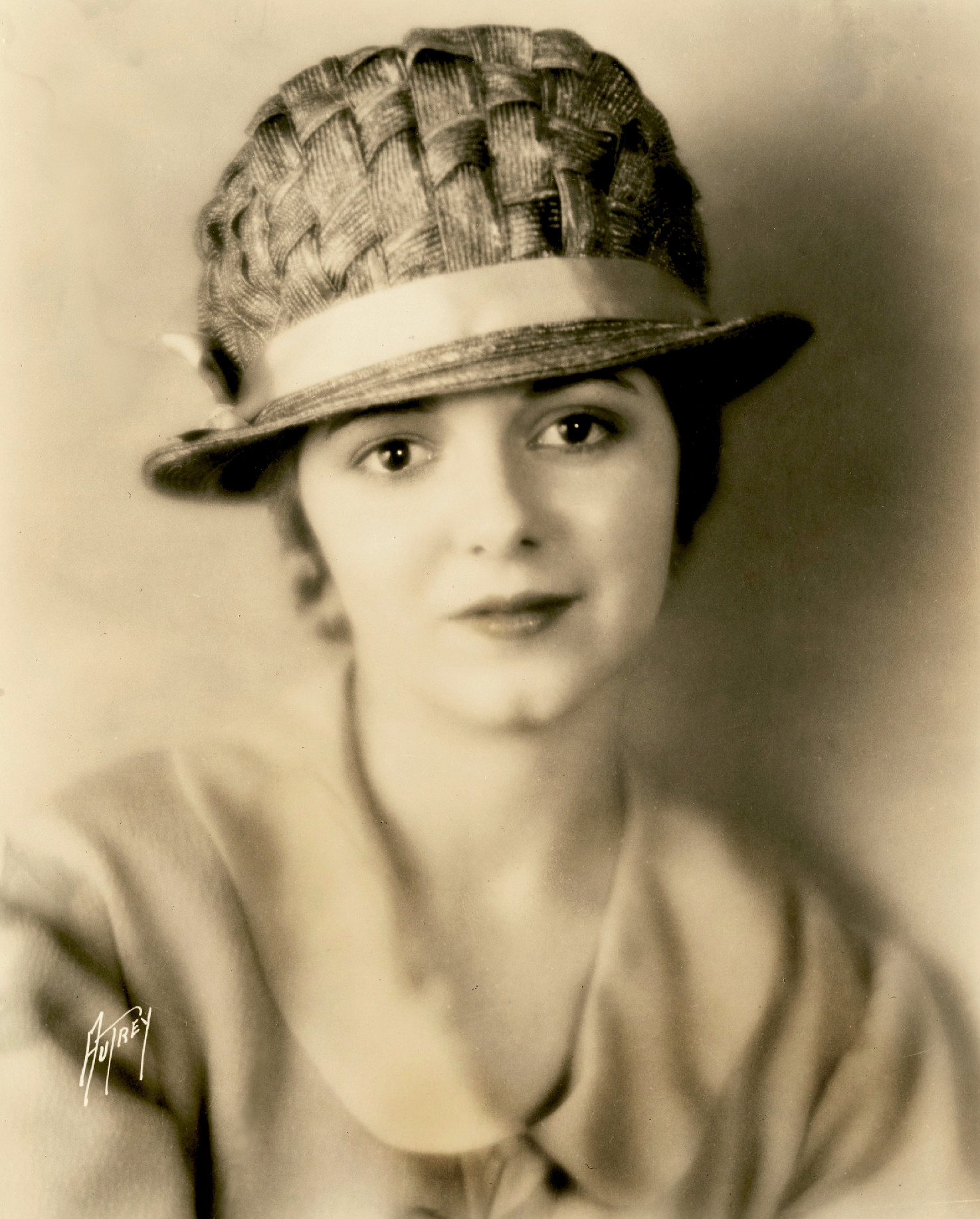
Janet Gaynor, beste actrice

De winnaars staan bovenaan in vet lettertype.

#### Beste film
- Wings - Paramount Famous Lasky
  - 7th Heaven - Fox
  - The Racket - The Caddo Company

#### Unieke en artistieke film
Eenmalig uitgereikt
- Sunrise - Fox
  - Chang - Paramount Famous Lasky
  - The Crowd - Metro-Goldwyn-Mayer

#### Beste regisseur
Eenmalig onderscheid tussen drama en komedie in deze categorie

##### Drama
- Frank Borzage - 7th Heaven
  - Herbert Brenon - Sorrell and Son
  - King Vidor - The Crowd

##### Komedie
- Lewis Milestone - Two Arabian Knights
  - Ted Wilde - Speedy

#### Beste acteur
- Emil Jannings - The Last Command en The Way of All Flesh
  - Richard Barthelmess - The Noose en The Patent Leather Kid

#### Beste actrice
- Janet Gaynor - 7th Heaven, Street Angel en Sunrise
  - Louise Dresser - A Ship Comes In
  - Gloria Swanson - Sadie Thompson

#### Beste bewerkte scenario
- 7th Heaven - Benjamin Glazer
  - Glorious Betsy - Anthony Coldeway
  - The Jazz Singer - Alfred Cohn

#### Beste verhaal
- Underworld - Ben Hecht
  - The Last Command - Lajos Bíró

#### Bestetussentitels
Eenmalig uitgereikt
- (geen specifieke film) - Joseph Farnham
  - (geen specifieke film) - George Marion jr.
  - The Private Life of Helen of Troy - Gerald Duffy

#### Beste camerawerk
- Sunrise - Charles Rosher
- Sunrise - Karl Struss
  - The Devil Dancer, The Magic Flame en Sadie Thompson - George Barnes

#### Beste artdirection
- The Dove en Tempest - William Cameron Menzies
  - Sunrise - Rochus Gliese
  - 7th Heaven - Harry Oliver

#### Beste technische effecten
- Wings - Roy Pomeroy
  - (geen specifieke film) - Ralph Hammeras
  - (geen specifieke film) - Nugent Slaughter

#### Speciale award
- Warner Bros., voor het produceren van The Jazz Singer, de vooruitstrevende en uitstekende geluidsfilm die de filmindustrie radicaal heeft veranderd.
- Charles Chaplin, voor het acteren, schrijven, regisseren en produceren van The Circus.[2]

## Films met meerdere nominaties
De volgende films ontvingen meerdere nominaties:
| Nominaties | Film             | Awards |
| ---------- | ---------------- | ------ |
| 5          | 7th Heaven       | 3      |
| 5          | Sunrise          | 4      |
| 2          | The Crowd        |        |
| 2          | The Jazz Singer  | 1      |
| 2          | The Last Command | 1      |
| 2          | Sadie Thompson   |        |
| 2          | Wings            | 2      |